# Aken (Elbe)
Aken (Elbe) is een stad in de Duitse deelstaat Saksen-Anhalt, gelegen in de Landkreis Anhalt-Bitterfeld. De plaats telt 7.417 inwoners. De stad is vernoemd naar Aken in Noordrijn-Westfalen. Beide steden lagen op de weg van de middeleeuwse Vlaamse kolonisten vanuit de Vlaamstalige streken naar de Fläming. Er wordt echter ook beweerd dat de naam van het Latijnse 'aqua' (water) komt, gezien de plaats aan de Elbe ligt.

## Indeling gemeente
De eenheidsgemeente bestaat uit de volgende Ortschafte en gelijknamige Ortsteile:
- De stad Aken
- Ortschaft Kleinzerbst, sinds 1-1-1994

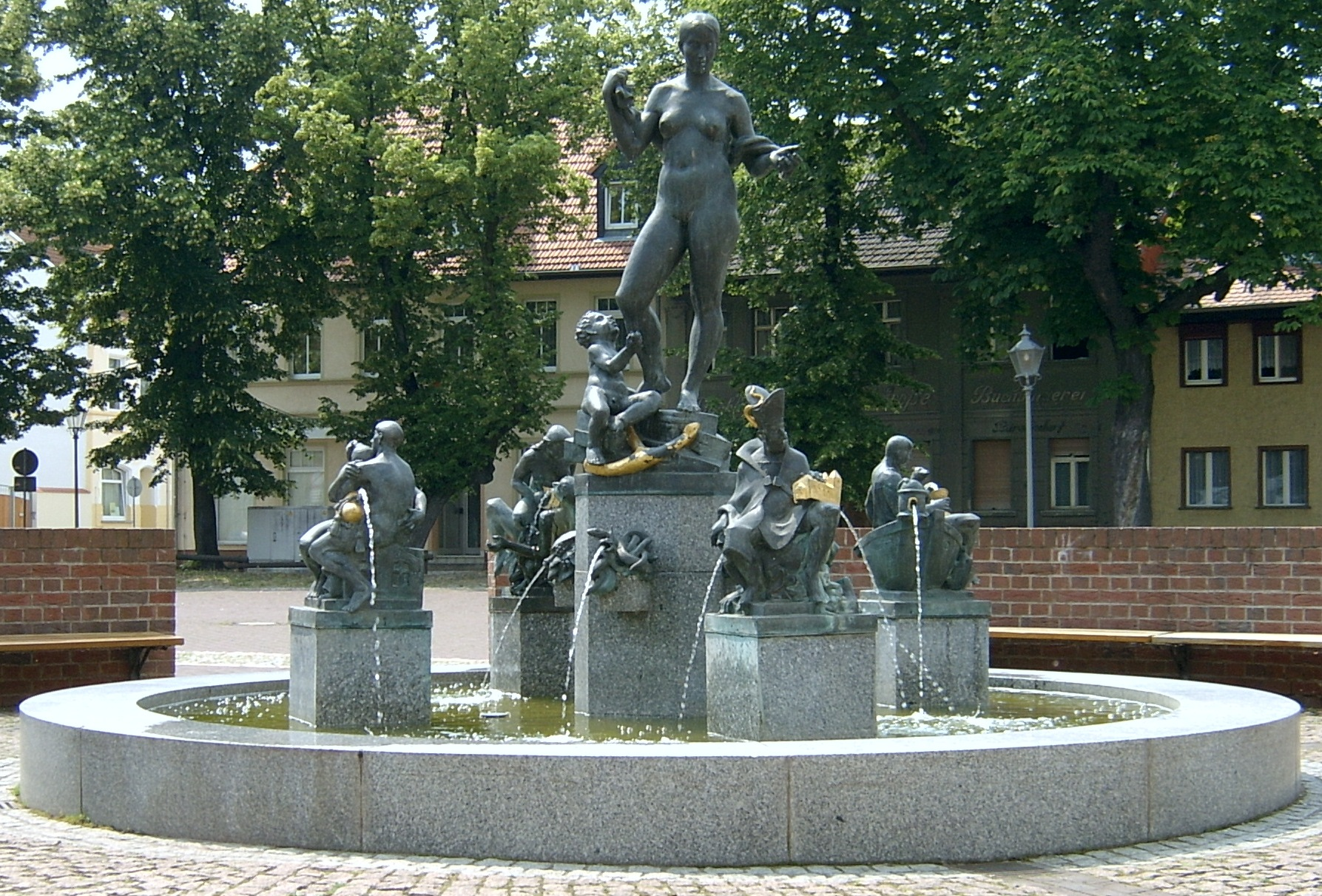
Fontein op de Marktplaats van Aken

- Ortschaft Kühren, sinds 1950
- Ortschaft Mennewitz, sinds 1950
- Ortschaft Susigke, sinds 1950

Aken ·
Bitterfeld-Wolfen ·
Köthen ·
Muldestausee ·
Osternienburger Land ·
Raguhn-Jeßnitz ·
Sandersdorf-Brehna ·
Südliches Anhalt ·
Zerbst/Anhalt ·
Zörbig